# 인간과 동물의 감정 표현
《인간과 동물의 감정 표현》(The Expression of the Emotions in Man and Animals)은 1872년에 출간된 찰스 다윈의 책이다. 이 책은 《종의 기원》(1859)과 《인간의 유래와 성선택》(The Descent of Man, and Selection in Relation to Sex , 1871)에 이은 찰스 다윈의 진화론에 관한 세 번째 주요 작품이다. 처음에는 인간의 유래와 성선택(The Descent of Man)의 일부분으로 의도된 '인간과 동물의 감정 표현'은 길이가 길어졌고 1872년에 별도로 출판되었다. 이 책은 정서적 삶의 생물학적 측면에 관한 것이며 다윈(Darwin)은 일반적으로 얼굴이 붉어지는 것을 수반하는 놀라움의 순간과 정신적 혼란에서 눈썹을 들어 올리는 것과 같은 인간 특성의 동물행동 기원을 탐구했다.  '인간과 동물의 감정 표현'의 독일어 번역은 1872년에 나왔다. 네덜란드어와 프랑스어 버전은 1873년과 1874년에 뒤따랐다.이 책의 두 번째 판은 약간만 변경되어 1890년에 출판되었다. 첫 번째 출판 이후 '인간과 동물의 감정 표현'은 절판된 적이 없지만 이후 다윈(Darwin)의 '잊혀진 걸작'(forgotten masterpiece)으로 남았다.

## 불수의적 의사표현
비언어적 의사소통(非言語的意思疏通)은 말을 사용하지 않고 표정, 몸짓, 손짓 따위를 이용하여 메시지를 전달하는 방법이다. 이는 오감과 관련되며 불수의적이다.

## 기본 정서 그리고 부호화
현대의 연구결과들은 동물 특히 인간에게서 1차적인것으로 볼 수 있는 기본 정서 6가지(놀람,공포,행복,슬픔,분노,혐오감)정도에서 다윈의 이러한 견해를 지지하는 입장을 보여준다. 따라서  주어진 정보를 어떤 표준적인 형태로 변환하는 과정을 부호화(符號化)라고 정의할 때 이러한 맥락에서 동물이나 인간에게서 보여지는 규칙적이라고 할 수 있는 기본정서들의 감정표현의 일관성은 계통발생학적으로 시사하는 바가 크다.

## 같이 보기
- 자세